# جينو أوريما
لويجي «جينو» أوريما (بالإنجليزية: Luigi "Geno" Auriemma؛ مواليد 23 مارس 1954) هو مدرب كرة سلة أمريكي وهو المدرب الرئيسي لفريق كرة السلة النسائي بجامعة كونيتيكت هاسكيز ‏. يحمل الرقم القياسي في الرابطة الوطنية لرياضة الجامعات لكرة السلة من حيث الانتصارات ونسبة الفوز بحد أدنى 10 مواسم. كما تتمتع أوريما بأكبر عدد من بطولات كرة السلة في القسم الأول من الرابطة الوطنية لرياضة الجامعات بواقع 12 بطولة.
منذ أن كان أوريما مدربًا رئيسيًا لفريق كونيتيكت في عام 1985، نجح في بناء الفريق ليصبح واحدًا من أفضل برامج كرة السلة النسائية في الكلية. بالإضافة إلى الرقم القياسي الذي حققه بـ 12 بطولة، فقد قاد فريق كونيتيكت إلى 19 موسمًا بدون هزيمة في المؤتمرات (بما في ذلك ثمانية مواسم متتالية) وستة مواسم مثالية. كما فاز أيضًا بثمانية جوائز وطنية لأفضل مدرب في كلية نايسميث ‏.
خارج كرة السلة الجامعية، كانت أوريما المدربة الرئيسية للمنتخب الوطني للسيدات للولايات المتحدة من عام 2009 حتى عام 2016، وفازت ببطولة العالم لعامي 2010 و2014، والميداليات الذهبية في دورة الألعاب الأولمبية الصيفية لعامي 2012 و2016. تم إدخاله إلى قاعة نايسمث التذكارية لمشاهير كرة السلة وقاعة مشاهير كرة السلة النسائية في عام 2006.

## النشأة
هاجر أوريما مع عائلته من مونتيلا في جنوب إيطاليا إلى نورستاون، بنسلفانيا عندما كان عمره سبع سنوات، وقضى بقية طفولته هناك. نشأ أوريما فقيرًا، حيث كان والداه يعملان في وظائف منخفضة الأجر في المصانع. كان على أوريما أن يعلم نفسه اللغة الإنجليزية بعد وصوله إلى الولايات المتحدة. التحق أوريما بكلية مجتمع مقاطعة مونتغومري قبل تخرجه من جامعة ويست تشيستر ‏ في عام 1977. ومن هناك تم تعيين أوريما كمدرب مساعد في جامعة سانت جوزيف، حيث عمل في عامي 1978 و1979. قبل عمله كمدرب في جامعة سانت جوزيف، بدأ مسيرته المهنية في تدريب فريق كرة السلة للسيدات في مدرسة بيشوب ماكدفيت الثانوية ‏ في وينكوت، بنسلفانيا ‏. ثم أخذ إجازة لمدة عامين من كرة السلة الجامعية، وعمل كمدرب مساعد في مدرسته الثانوية السابقة، بيشوب كينريك، قبل توليه منصب مساعد مدرب مع فريق السيدات بجامعة فيرجينيا كافالييرز في عام 1981. أصبح أوريما مواطنًا أمريكيًا متجنسًا في عام 1994 في سن الأربعين، مشيرًا في سيرته الذاتية إلى أنه قرر أخيرًا التجنس عندما كان من المقرر أن يقوم فريقه من جامعة كونيتيكت بجولة في إيطاليا في ذلك الصيف وكان قلقًا بشأن المشاكل المحتملة، لأنه لم يؤدِ أي خدمة وطنية مطلوبة في بلد ميلاده.
عندما كان يكبر، كان فريقه المفضل هو فريق نيويورك نيكس في السبعينيات والذي كان يدربه ريد هولزمان.
لمدة سنوات عديدة، احتفظ أوريما وزوجته كاثي بمنزل في أفالون، نيو جيرسي، ليكونوا بالقرب من والديهما في منطقة فيلادلفيا.

## المسيرة في جامعة كونيتيكت
قبل وصول أوريما في عام 1985، لم يحقق فريق كرة السلة النسائي هاسكيز سوى موسم فوز واحد في تاريخه. وكان قرار تعيين أوريما جزءًا من التزام الجامعة بتمويل الرياضة النسائية بشكل أفضل. كانت مقابلة أوريما هي المقابلة الأخيرة التي حددها فريق البحث. وكان معظم المرشحين الآخرين مؤهلين تأهيلا عاليا، وكان معظمهم من الإناث. وكان أحد الأشخاص الذين تم تضمينهم في عملية المقابلة هو كريس دايلي ‏، الذي أصبح مساعدًا لأوريما وهو حاليًا المدرب المساعد الرئيسي. تم تحديد دايلي باعتباره المرشح الأكثر احتمالا لتلقي عرض إذا رفض أوريما المنصب.
ارتفعت مكانة ولاية كونيتيكت بسرعة بعد تعيين أوريما في أغسطس 1985. بعد إنهاء الموسم الأول لأوريما بنتيجة 12–15 (موسمه الخاسر الوحيد)، حقق فريق هاسكيز أول موسم له على الإطلاق بـ20 فوزًا، وأول لقب للمؤتمر وأول ظهور في بطولة الرابطة الوطنية لرياضة الجامعات. أنهى فريق كونيتيكت الموسم بمتوسط أعلى من.500 لمدة 33 موسمًا متتاليًا، بما في ذلك ستة مواسم بلا هزيمة (1994–1995، 2001–2002، 2008–2009، 2009–10، 2013–14، و2015–16) وثلاث سلاسل قياسية في الرابطة الوطنية لرياضة الجامعات (الرابطة الوطنية لرياضة الجامعات) تضمنت 111 و90 و70 فوزًا متتاليًا. في 21 ديسمبر 2010، قاد أوريما فريق كونيتيكت إلى فوزه التاسع والثمانين على التوالي، أي أكثر بفوز واحد من الرقم القياسي لعدد انتصارات الرجال في الرابطة الوطنية لرياضة الجامعات (الرابطة الوطنية لرياضة الجامعات) على الإطلاق والذي بلغ 88 فوزًا والذي يحمله فريق جامعة كاليفورنيا في لوس أنجلوس؛ وانتهت السلسلة عند 90 فوزًا. حطم فريق هاسكيز بعد ذلك رقمه القياسي بفوزه في 111 مباراة متتالية بدأت في عام 2014 وانتهت في عام 2017. لقد ظهروا أيضًا في كل بطولة الرابطة الوطنية لرياضة الجامعات منذ عام 1989 – حتى نهاية موسم 2023–24، وهي ثالث أطول سلسلة ظهور متتالية نشطة في القسم الأول.
في نهاية موسم 2023–2024، بلغ سجل أوريما كمدرب رئيسي 1217–162، بنسبة فوز بلغت 88.2%. تعتبر نسبة الفوز هذه هي الأعلى بين المدربين النشطين في القسم الأول. تشمل مسيرته مع كونيتيكت أيضًا 27 موسمًا مع 30 فوزًا أو أكثر. فاز فريق كونيتيكت باثني عشر بطولة وطنية تحت قيادة أوريما (1995، 2000، 2002، 2003، 2004، 2009، 2010، 2013، 2014، 2015، 2016، 2025) ووصل إلى المربع الذهبي 23 مرة (1991، 1995، 1996، 2000–2004، 2008–2019، 2021، 2022، 2024). كما قاد أوريما فريق كونيتيكت إلى 21 لقبًا في الموسم العادي للمؤتمر و20 لقبًا في بطولة المؤتمر. لقد خسروا 17 مباراة في المؤتمر خلال العقدين الأخيرين من اللعب في مؤتمر الشرق الكبير ‏، ولم يخسروا أي مباراة في المؤتمر منذ إعادة تنظيم الشرق الكبير القديم باعتباره المؤتمر الرياضي الأمريكي ‏ في عام 2013.
بفضل الفوز في عام 2016، تفوق فريق أوريما على مدرب فريق الرجال بجامعة كاليفورنيا في لوس أنجلوس جون وودن في الفوز بأغلب بطولات كرة السلة الجامعية، وأصبح فريق هاسكيز أول فريق كرة سلة نسائي من القسم الأول يفوز بأربع بطولات وطنية متتالية.
حقق الفريق نجاحًا خاصًا على ملعبه الرئيسي في جناح هاري أ. جامبل في حرم جامعة كونيتيكت في ستورز بولاية كونيتيكت، وفي ساحة بيبولز بنك ‏ الأكبر في هارتفورد؛ حيث عادلوا الرقم القياسي لكرة السلة النسائية في الرابطة الوطنية لرياضة الجامعات بـ 69 فوزًا متتاليًا على أرضهم بين عامي 2000 و2003. وقد تم كسر هذا الرقم القياسي في عام 2011. وكانت الخسارة الأخيرة للفريق على أرضه أمام فيلانوفا في المباراة التي أنهت سلسلة انتصاراته التي استمرت 70 مباراة. وعلاوة على ذلك، في الفترة ما بين وصول أوريما ونهاية موسم 2005، فاز فريق كونيتيكت بـ 295 مباراة مقابل 31 خسارة فقط. حقق الفريق أرقامًا قياسية في مؤتمر الشرق الكبير Conference سواء في الحضور للمباراة الواحدة أو طوال الموسم.
تشتهر أوريما أيضًا بتنمية اللاعبين الأفراد، وقد فازت اللاعبات الـ13 اللاتي دربهن أوريما – ريبيكا لوبو، وجنيفر ريزوتي، وكارا وولترز، ونايكيشا سيلز ‏، وسفيتلانا أبروسيموفا، وسو بيرد، وسوين كاش، وديانا تاوراسي، وتينا تشارلز، ومايا مور، وستيفاني دولسون، وبريا هارتلي، وبريانا ستيوارت – بثمانية جوائز ناي سميث لأفضل لاعبة في الكلية ‏، وسبعة جوائز ويد، وتسع جوائز لأفضل لاعبة في بطولة كرة السلة الجامعية. ويشير موقع ألعاب القوى بجامعة كونيتيكت أيضًا إلى أنه خلال الفترة 2006–2007، تخرجت كل طالبة جديدة تم تجنيدها وأكملت أهليتها في جامعة كونيتيكت بدرجة علمية.

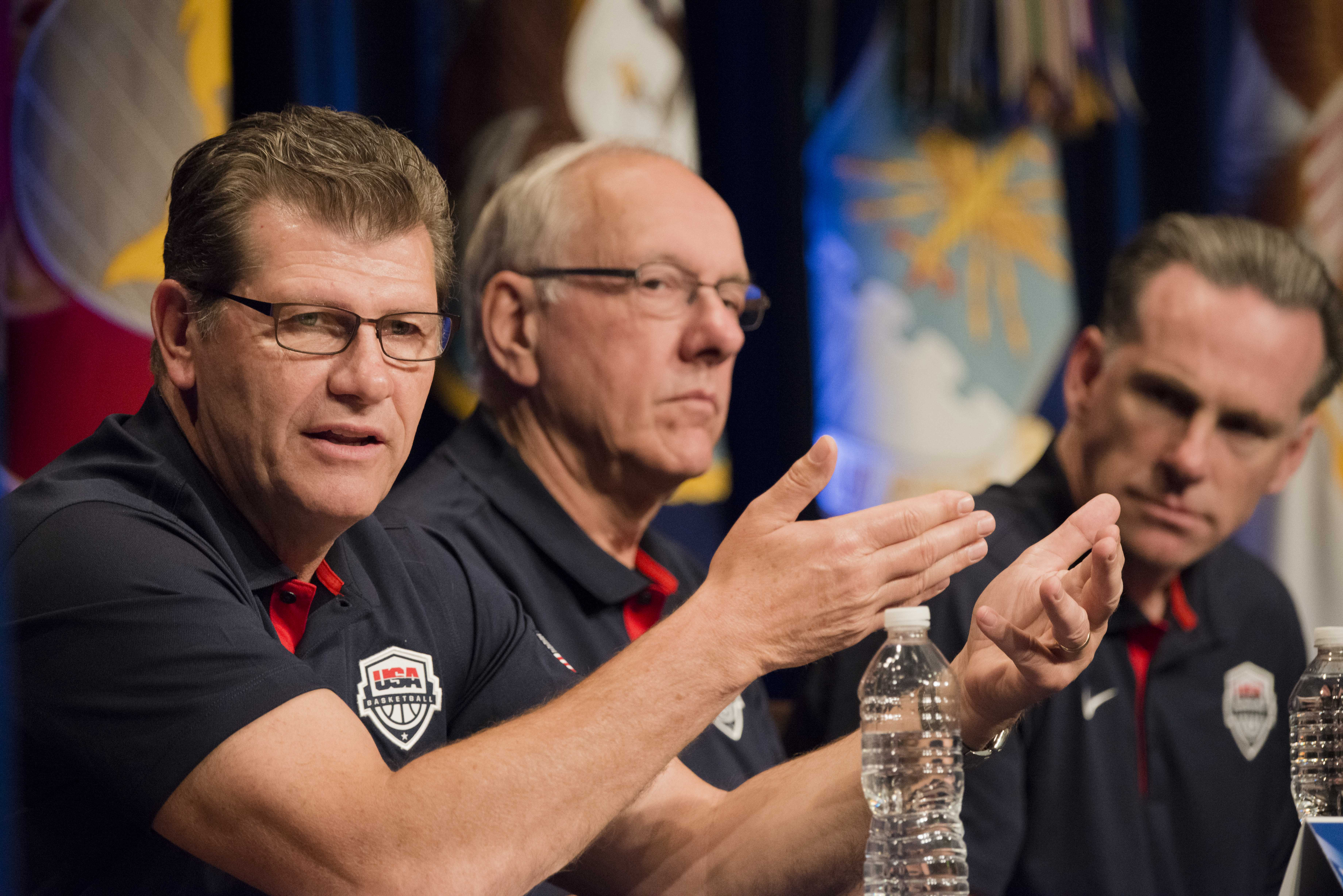
أوريما مع جيم بوهيم وجيمي ديكسون في عام 2014

منذ تحقيقها أول تصنيف لها في موسم 1994–1995، حققت كونيتيكت تحت قيادة أوريما 186 فوزًا و10 هزائم عندما لعبت باعتبارها الفريق رقم 1 على مستوى البلاد. في نهاية موسم 2009–2010، كان لديه سجل 127–52 ضد أفضل 25 منافسًا وسجل 57–35 ضد أفضل 10 منافسين. فاز بمباراته رقم 600 في ليلة رأس السنة الجديدة عام 2006، محققاً هذا الإنجاز في 716 مباراة، ليتعادل مع فيليب كاهلر كأسرع مدرب لكرة السلة النسائية يصل إلى هذا الإنجاز. فاز أوريما بمباراته رقم 700 في 27 نوفمبر 2009، في 822 مباراة إجمالية، ليصبح أسرع مدرب يصل إلى هذا الإنجاز في تاريخ كرة السلة الجامعية على أي مستوى، رجالًا أو نساءً. وهو الآن واحد من ثمانية مدربين نشطين في كرة السلة الجامعية للسيدات حققوا 700 فوز أو أكثر. أصبحت أوريما المدربة السادسة في تاريخ كرة السلة النسائية التي تصل إلى 800 انتصار في مسيرتها المهنية في 6 مارس 2012، كما وصلت إلى 800 انتصار في مسيرتها المهنية أسرع من أي مدرب في تاريخ كرة السلة الجامعية للرجال أو النساء على أي مستوى قسم في 928 مباراة فقط في مسيرتها المهنية. في 3 فبراير 2015، حقق أوريما انتصاره رقم 900 في 1034 مباراة فقط، ووصل إلى هذا الإنجاز أسرع من أي مدرب جامعي في التاريخ. كانت أوريما عضوًا في الدفعة الافتتاحية (2006) من المكرمين في برنامج تكريم فريق كرة السلة للسيدات بجامعة كونيتيكت جائزة هسكيز الشرف. راتب أوريما للفترة 2013–2018 هو 10.9 مليون دولار. وصل أوريما إلى فوزه رقم 1200 في مسيرته المهنية ضد سيتون هول في 7 فبراير 2024.

### حادث إطلاق النار المدبر
أثار أوريما الجدل في عام 1998 عندما اتفق مع مدرب فيلانوفا هاري بيريتا على تنظيم تسديدة في بداية مباراتهم المقررة. كانت نيكيشا سيلز ‏، أفضل لاعبة في جامعة كونيتيكت، على بعد نقطتين من تحطيم الرقم القياسي للفريق لأكبر عدد من النقاط في مسيرتها عندما تعرضت لتمزق في وتر أخيل الأيمن في المباراة قبل الأخيرة من الموسم ضد نوتردام. عندما بدأت المباراة التالية، ضد فيلانوفا، سمح لاعبو فيلانوفا لفريق كونيتيكت بالفوز ببداية المباراة ثم تمرير الكرة إلى سيلز الذي كان يقف أسفل السلة. لقد وضعت الكرة لتحطيم الرقم القياسي. ثم وقف لاعبو ولاية كونيتيكت إلى الخلف وسمحوا لفريق فيلانوفا بتسجيل نقطة من تلقاء أنفسهم قبل بدء اللعب العادي.

### المنافسات
امتد التنافس بين فريق هاسكيز وفريق ليدي فولز ‏ بجامعة تينيسي إلى علاقة أوريما مع نظيره في فريق المتطوعين بات سوميت. وكان الطرفان، من خلال وسائل الإعلام المطبوعة والمذاعة، على خلاف في كثير من الأحيان. في نهاية موسم 2009–2010، تفوق أوريما قليلاً على سوميت بين مدربي القسم الأول النشطين من حيث نسبة الفوز في مسيرتهم المهنية، حيث بلغت نسبة أوريما 85.8 ونسبة سوميت 84.1. في عام 2007، ألغى سوميت، الذي كان يعتقد أن أوريما قد استخدم تكتيكات غير مشرفة في تجنيده الناجح لمايا مور، المباراة السنوية بين البرنامجين. بعد أن أعلنت سوميت عن تشخيص إصابتها بمرض الزهايمر المبكر في عام 2011، قام الاثنان بإصلاح علاقتهما، حيث تبرعت أوريما بعشرة آلاف دولار لمؤسسة سوميت لمرض الزهايمر. تقاعد سوميت في عام 2012 وتوفي في عام 2016.
وُصف جيم كالهون، مدرب فريق كرة السلة للرجال السابق بجامعة كونيتيكت، بأنه «منافس غير ودود» لأوريما، وقد سخر ذات مرة من قاعدة جماهير فريق السيدات ووصفها بأنها «أكبر دار رعاية مسنين في العالم». وعندما سُئل عن علاقتهما عام 2001، قال أوريما: «جيم لديه مشكلة مع نجاح أي شخص آخر، وليس نجاحنا فقط. هل نتفق؟ لا، ولكن ليس علينا ذلك».

## منتخب الولايات المتحدة لكرة السلة للسيدات

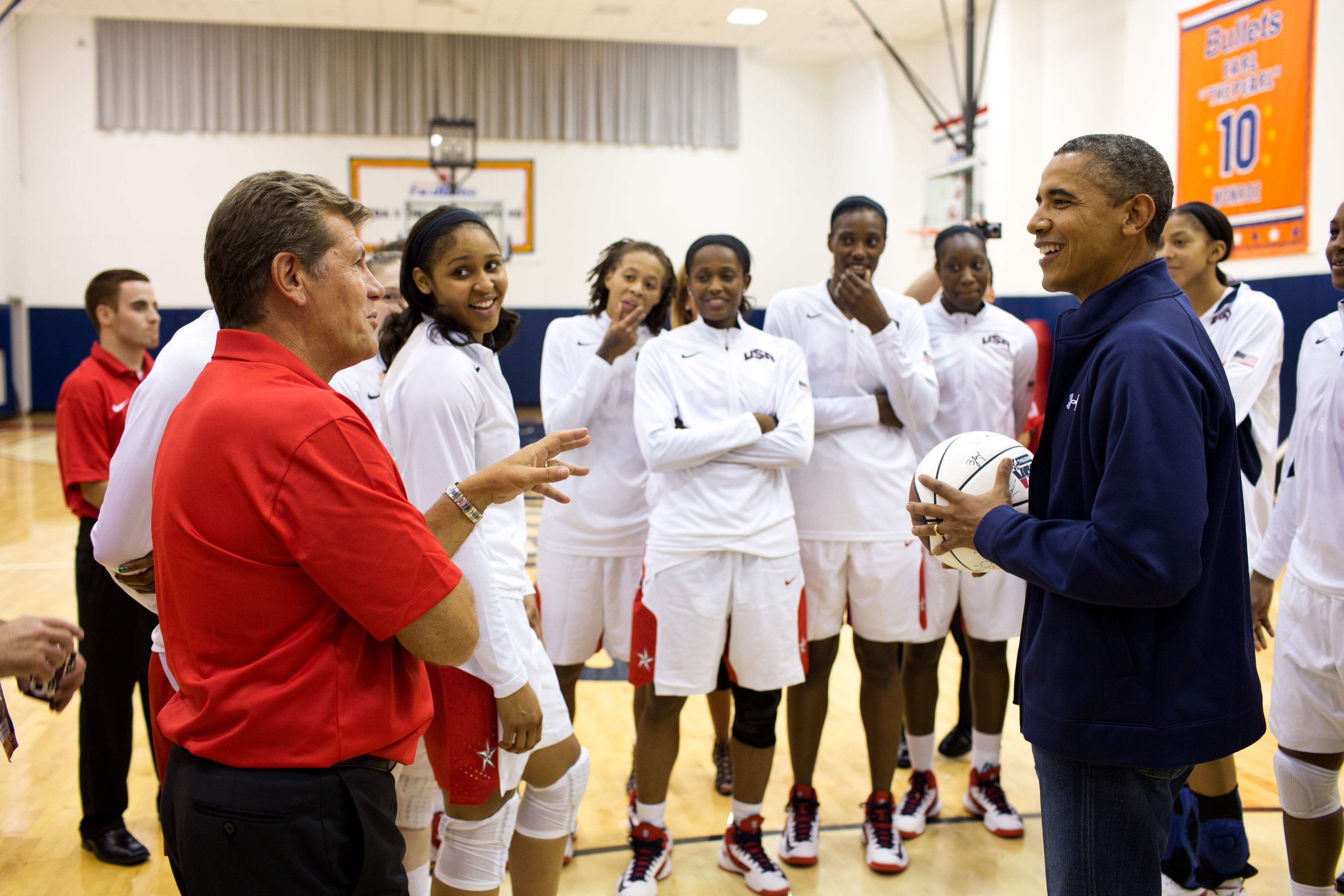
أوريما وفريق كرة السلة النسائي الأمريكي المشارك في أولمبياد 2012 يلتقيان بالرئيس باراك أوباما.

تم تعيين أوريما مدربًا رئيسيًا لفريق السيدات الأمريكي الذي شارك في بطولة العالم للناشئين في برنو، جمهورية التشيك في يوليو 2001. فاز الفريق بمبارياته الخمس الأولى، بما في ذلك الفوز القياسي ضد مالي. تمثل النتيجة النهائية 97–27 أكبر فارق فوز لفريق الولايات المتحدة الأمريكية في تاريخ بطولة العالم للناشئين. وتأهلت المنتخبات المشاركة في الدور التمهيدي إلى دور الميداليات، حيث واجهوا منتخب الدولة المضيف، جمهورية التشيك. وبفضل تشجيع الجماهير المحلية لهم، فاز الفريق التشيكي بنتيجة 92–88 ثم تغلب على روسيا بنتيجة 82–80 ليحصد الميدالية الذهبية. فاز المنتخب الأمريكي على أستراليا بنتيجة 77–72 ليحصد الميدالية البرونزية. وكانت ديانا تاوراسي هي هدافة المنتخب الأمريكي برصيد 19.3 نقطة في المباراة الواحدة، فيما جاءت آلانا بيرد في المركز الثاني برصيد 18.0 نقطة في المباراة الواحدة. كانت نيكول باول هي اللاعبة الرائدة في جمع الكرات المرتدة للولايات المتحدة، بواقع سبع كرات مرتدة في المباراة الواحدة.
تم تعيين أوريما مدربًا رئيسيًا للمنتخب الوطني للسيدات الأمريكي استعدادًا للمنافسة في بطولة العالم 2010 ودورة الألعاب الأولمبية 2012. نظرًا لأن العديد من أعضاء الفريق كانوا لا يزالون يلعبون في الاتحاد الوطني لكرة السلة النسائية حتى فترة ما قبل بطولة العالم، فقد كان لدى الفريق يوم واحد فقط للتدريب مع الفريق بأكمله قبل المغادرة إلى أوسترافا وكارلوفي فاري في جمهورية التشيك. ورغم ذلك، فاز الفريق في مباراته الأولى على اليونان بفارق 26 نقطة. وواصل الفريق هيمنته بفوزه بفارق تجاوز 20 نقطة في المباريات الخمس الأولى. وتقاسم العديد من اللاعبين شرف التهديف، حيث أنهت كل من سوين كاش، وأنجيل ماككوتري ‏، ومايا مور، وديانا توراسي، وليندسي ويلان، وسيلفيا فاولز المباراة كأعلى هدافين في المباريات القليلة الأولى. وكانت المباراة السادسة أمام أستراليا التي لم تهزم من قبل، حيث تقدمت الولايات المتحدة بفارق 24 نقطة وفازت 83–75. فاز فريق الولايات المتحدة الأمريكية بمباراتيهما التاليتين بفارق يزيد عن 30 نقطة، ثم واجه الفريق المضيف، جمهورية التشيك، في المباراة النهائية. وكان المنتخب التشيكي متقدما بخمس نقاط في الشوط الأول، قبل أن يتم تقليص الفارق إلى ثلاث نقاط، لكن الفريق لم يتمكن من الاقتراب أكثر من ذلك. فاز فريق الولايات المتحدة الأمريكية بالبطولة والميدالية الذهبية. في دورة الألعاب الأولمبية 2012، فاز فريق أوريما 8–0 وفاز بالمباراة النهائية على فرنسا 86–50. وكانت أقرب مباراة لهم في الأولمبياد – والمباراة الوحيدة التي كان فارق فوزهم فيها أقل من 25 نقطة – هي الفوز 86–73 في الدور نصف النهائي على أستراليا الفائزة بالميدالية البرونزية في النهاية.
تم تعيين أوريما مرة أخرى كمدربة رئيسية لفريق كرة السلة النسائي الأمريكي لبطولة العالم لكرة السلة للسيدات 2014 ودورة الألعاب الأولمبية الصيفية 2016. في بطولة العالم 2014، فاز فريقه 6–0 وفاز بالميدالية الذهبية، متفوقًا على خصومه بنتيجة 553–380 على مدار المباريات الست – بهامش فوز متوسط يبلغ حوالي 30 نقطة في المباراة الواحدة.

## الأنشطة الأخرى
خلال فترة توقف موسم كرة السلة الجامعية، يعمل أوريما كمحلل لمباريات رابطة كرة السلة الوطنية للسيدات التي تبث على شبكات التلفزيون الأمريكية إي إس بي إن وإي إس بي إن 2، حيث ينتقد لاعبيه السابقين في كثير من الأحيان.
أوريما صديق مقرب لمدرب كرة السلة السابق بجامعة سانت جوزيف فيل مارتيلي ‏ وابنه مايك أوريما، حضر ولعب كرة السلة في جامعة سانت جوزيف.
عمل أوريما كمدرب مساعد لفريق الولايات المتحدة الأمريكية الحائز على الميدالية الذهبية في الألعاب الأولمبية عام 2000. في 15 أبريل 2009، تم اختياره لقيادة فريق كرة السلة النسائي الأمريكي في بطولة العالم لكرة السلة 2010 في جمهورية التشيك ودورة الألعاب الأولمبية الصيفية في لندن 2012.
أوريما هي عضو في مجلس إدارة صندوق كاي ياو/صندوق كاي ياو/صندوق مكافحة السرطان.
أوريما هو عضو في مجلس إدارة مؤسسة كونيتيكت للأطفال، ويستضيف كل عام سلسلة من الفعاليات الخيرية ”جينو للأطفال“ لصالح مركز كونيتيكت الطبي للأطفال.
وقد استغل أوريما تراثه وعشقه للمطبخ الإيطالي في صناعة النبيذ والصلصات إلى جانب العديد من المطاعم في ولاية كونيتيكت.

## الجوائز والإنجازات
1989
- أفضل مدرب العام في مؤتمر الشرق الكبير

1995
- المدرب الوطني للعام في الاتحاد الأمريكي للرياضة للجميع
- مدرب العام في كلية نايسميث  [لغات أخرى]‏
- مدرب كرة السلة الجامعية لهذا العام من وكالة أسوشيتد برس  [لغات أخرى]‏
- مدرب العام في مؤتمر الشرق الكبير (2)

1997
- أفضل مدرب وطني للعام في دبليو بي سي إيه  [لغات أخرى]‏
- أفضل مدرب جامعي في نايسميث (2)
- أفضل مدرب كرة سلة جامعي للعام (2)
- أفضل مدرب للعام في مؤتمر الشرق الكبير (3)

2000
- أفضل مدرب وطني للعام (2) * مدرب العام من اتحاد كرة السلة العالمي (2)
- أفضل مدرب جامعي في نايسميث للعام (3)
- أسوشيتد برس أفضل مدرب كرة سلة جامعي للعام (3)
- أفضل مدرب للعام في مؤتمر الشرق الكبير (4)

2002
- أفضل مدرب وطني للعام (3) * مدرب العام من اتحاد كرة السلة العالمي (3)
- مدرب العام في كلية نايسميث (4)
- أفضل مدرب للعام في مؤتمر الشرق الكبير (5)

2003
- أفضل مدرب وطني للعام (2) * أفضل مدرب وطني للعام (2)
- أسوشيتد برس أفضل مدرب كرة سلة جامعي للعام (4)
- أفضل مدرب للعام في مؤتمر الشرق الكبير (6)

2006
- الانضمام إلى قاعة مشاهير كرة السلة في سبرينجفيلد، ماساتشوستس[43]
- الانضمام إلى قاعة مشاهير كرة السلة للسيدات في نوكسفيل، تينيسي[44]

2007
- الانضمام إلى قاعة مشاهير الرياضيين الأمريكيين الإيطاليين الوطنيين[45]

2008
- أفضل مدرب وطني للعام (3)
- أفضل مدرب وطني من الاتحاد الأمريكي لرياضة الجامعات (3)
- أفضل مدرب وطني للعام (4)
- مدرب نايسميث الجامعي للعام (5)
- أفضل مدرب كرة سلة جامعي للعام (5) * أفضل مدرب كرة سلة جامعي في أسوشيتد برس (5)
- أفضل مدرب للعام في مؤتمر الشرق الكبير (7)

2009
- أفضل مدرب وطني للعام (4) * أفضل مدرب وطني (4)
- أفضل مدرب وطني للعام (5) * أفضل مدرب وطني (5)
- أفضل مدرب جامعي في نايسميث للعام (6)
- أفضل مدرب كرة سلة جامعي للعام (6) * أفضل مدرب كرة سلة جامعي في أسوشيتد برس (6)
- أفضل مدرب للعام في مؤتمر الشرق الكبير (8)

2010
- مدرب العام في مؤتمر الشرق الكبير (9)

2011
- أسوشيتد برس مدرب العام في كرة السلة الجامعية (7)
- أفضل مدرب للعام في مؤتمر الشرق الكبير (10)

2012
- جائزة جون ر. وودن لأساطير التدريب

2014
- أفضل مدرب العام في المؤتمر الرياضي الأمريكي
- تم اختياره ضمن قائمة إي إس بي إن دبليو إمباكت 25[46]

2015
- مدرب العام في المؤتمر الأمريكي الرياضي الأمريكي (2)

2016
- أفضل مدرب وطني للعام (5) * أفضل مدرب وطني (5)
- أفضل مدرب وطني للعام (6) * أفضل مدرب وطني (6)
- مدرب العام في جامعة نايسميث (7)
- أسوشيتد برس أفضل مدرب كرة سلة جامعي للعام (8)[47]
- أفضل مدرب العام في المؤتمر الرياضي الأمريكي (3)

2017
- جائزة إيه إس آي الإيطاليون حول العالم
- أفضل مدرب وطني للعام (6)[48]
- أفضل مدرب وطني للعام (7)
- مدرب العام في كلية نايسميث (8)
- أسوشيتد برس أفضل مدرب كرة سلة جامعي للعام (9)[49]
- أفضل مدرب العام في المؤتمر الرياضي الأمريكي (4)

2019
- مدرب العام في المؤتمر الأمريكي الرياضي الأمريكي (5)

2020
- أفضل مدرب للعام في المؤتمر الرياضي الأمريكي (6)
- جائزة المهاجرين العظماء التي تمنحها مؤسسة كارنيجي في نيويورك[50]

2021
- مدرب العام في مؤتمر الشرق الكبير (11)

2024
- مدرب العام في مؤتمر الشرق الكبير (12)

## السجلات والإنجازات
- أكبر عدد من الانتصارات بين مدربي كرة السلة في الرابطة الوطنية لرياضة كرة السلة، أي مستوى، للرجال أو السيدات (1،250)[51]
- أعلى نسبة فوز بين مدربي كرة السلة في الرابطة الوطنية لرياضة كرة السلة (10 مواسم على الأقل)، أي مستوى، رجال أو سيدات (.883)[52]
- معظم بطولات القسم الأول في الرابطة الوطنية لرياضة الجامعات للرجال أو السيدات (12)
- معظم البطولات الأربع النهائية للقسم الأول من الرابطة الوطنية لرياضة الجامعات الوطنية لرياضة الجامعات للرجال أو السيدات (24)
- معظم بطولات النخبة في القسم الأول للرابطة الوطنية لرياضة الجامعات للرجال أو السيدات (29)
- معظم بطولات القسم الأول من بطولة الرابطة الوطنية لرياضة الجامعات القسم الأول للرجال أو السيدات (32)
- معظم الانتصارات في بطولة الرابطة الوطنية لرياضة الجامعات القسم الأول، رجال أو سيدات (137)
- أسرع مدرب حقق 800 و900 و1،000 و1،100 و1،100 و1،200 فوز، في أي مستوى، رجال أو سيدات
- مع مدربي الرجال جيم كالهون (2004) وكيفن أولي (2014)، المدربين الوحيدين في نفس مدرسة القسم الأول الذين فازوا ببطولات الرابطة الوطنية لرياضة الجامعات للرجال والنساء في نفس الموسم